# Юруци
Юруците са тюркска етническа група, обитавала от 14 до 20 век главно планински области в Мала Азия, Тракия, Македония и Епир. Смята се, че те произлизат от огузите. Те са мюсюлмани и говорят турски език, като основното им разграничение от турското население е номадският им начин на живот. Днес отделни юрушки общности съществуват в някои планински области на Турция, като тенденцията е те да преминават към уседнал начин на живот и да бъдат асимилирани от турското мнозинство. 

## Юруци на Балканите
Юруците идват на Балканите по времето на Османската Империя, където са изпълнявали спомагателната военна служба и в по-късните времена остава едновременно реална и символична отличителна черта на балканските юруци. Въпреки отсъствието на племенни структури, през този период се съхраняват, развиват или видоизменят редица елементи на културната традиция, възприемани от самата общност като знаци на различието. Като начин на живот полу-номадството се запазва сред част от юруците до първите две десетилетия на ХХ в., а за уседналите им събратя остава основният, идващ от миналото символ на „юрюкчюлюка“ – принадлежността към своята общност.
 Въпреки силно застъпеното скотовъдство в различни форми, през ХІХ – началото на ХХ в. юруците вече са се оттеглили от редица райони. Пасищата им постепенно се заемат от арумъните, каракачаните и други подвижни пастири, някога напълно или частично изместени от придошлите анадолски номади. 